# Chris Simon
Christopher J. „Chris“ Simon (* 30. Januar 1972 in Wawa, Ontario; † 18. März 2024 ebenda) war ein kanadischer Eishockeyspieler, der im Verlauf seiner aktiven Karriere zwischen 1988 und 2013 unter anderem 857 Spiele für die Nordiques de Québec, Colorado Avalanche, Washington Capitals, Chicago Blackhawks, New York Rangers, Calgary Flames, New York Islanders und Minnesota Wild in der National Hockey League (NHL) auf der Position des linken Flügelstürmers bestritten hat. Seinen größten Karriereerfolg feierte Simon in Diensten der Colorado Avalanche mit dem Gewinn des Stanley Cups im Jahr 1996. Während seiner Zeit in der NHL galt er wegen zahlreicher Unsportlichkeiten als einer der härtesten Enforcer und umstrittensten Spieler der Liga.

## Karriere
Simon begann seine Juniorenkarriere zur Saison 1988/89 bei den Ottawa 67’s in der kanadischen Juniorenliga Ontario Hockey League (OHL). In der OHL war der 1,91 m große Flügelstürmer insgesamt vier Jahre aktiv und wurde während dieser Zeit beim NHL Entry Draft 1990 als 25. Spieler in der zweiten Runde von den Philadelphia Flyers aus der National Hockey League (NHL) ausgewählt (gedraftet). Kurz nach dem Beginn der Spielzeit 1991/92 wechselte Simon innerhalb der OHL zu den Sault Ste. Marie Greyhounds, nachdem er in der Vorsaison lange mit einer Schulterverletzung ausgefallen war. Mit den Greyhounds gewann er am Saisonende die Meisterschaft der OHL in Form des J. Ross Robertson Cup und nahm daraufhin mit dem Team am prestigeträchtigen Memorial Cup teil.

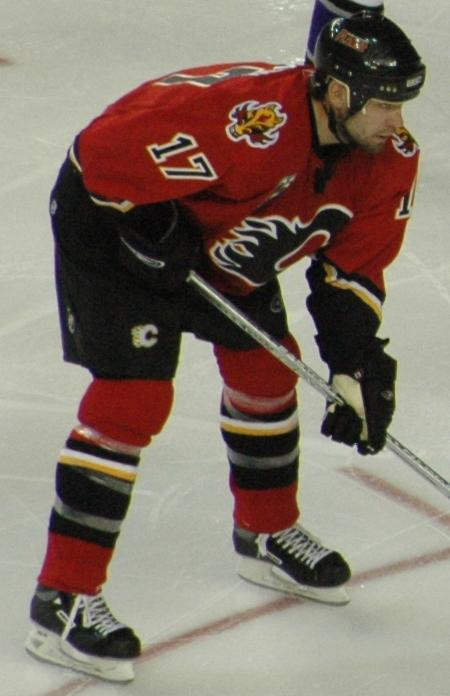
Simon im Trikot der Calgary Flames (2005)

Noch bevor er ein einziges NHL-Spiel für die Flyers bestritten hatte, wurde der Linksschütze im Juli 1992 als letzter Teil des vorangegangenen Transfers von Eric Lindros von Philadelphia zu den Nordiques de Québec transferiert. Bei den Nordiques schaffte Simon im Verlauf der Saison 1992/93 den Sprung vom Farmteam Halifax Citadels aus der American Hockey League (AHL) in den NHL-Kader Québecs. Er verbrachte dort zunächst drei Spielzeiten im Franchises. Am Ende der Playoffs 1996 gewann er mit den Colorado Avalanche, dem Nachfolgeteam der Nordiques nach dem Umzug der Organisation nach Denver, den Stanley Cup. Kurz nach dem Beginn der Spielzeit 1996/97 verließ er die Avalanche im November 1996 jedoch in Richtung Washington Capitals, als er gemeinsam mit Curtis Leschyshyn dorthin abgegeben wurde. Im Gegenzug erhielt Colorado Keith Jones sowie ein Erst- und Viertrunden-Wahlrecht im NHL Entry Draft 1998. In der Saison 1997/98 wurde Simon beschuldigt, den damaligen Stürmer Mike Grier von den Edmonton Oilers während eines Spiels aufgrund dessen afroamerikanischer Herkunft als „Nigger“ beschimpft zu haben. Obwohl dieser Vorfall niemals von einem Zeugen bestätigt werden konnte, wurde Chris Simon von der NHL für drei Partien suspendiert. Auch mit den Hauptstädtern erreichte Simon in der Saison 1997/98 das Finale der Stanley-Cup-Playoffs 1997, dort unterlagen die Capitals allerdings den Detroit Red Wings in vier Spielen.
Dennoch blieb der Kanadier bis zum November 2002 insgesamt sechs Jahre in der US-amerikanischen Landeshauptstadt, ehe er abermals Teil eines Transfergeschäfts wurde und gemeinsam mit Andrei Nikolischin zu den Chicago Blackhawks transferiert wurde. Im Gegenzug wechselten Michael Nylander und ein Drittrunden-Wahlrecht im NHL Entry Draft 2003 nach Washington. Darüber hinaus erhielt Washington die Zusage für weitere Gegenleistungen (future considerations). Bei den Blackhawks beendete Simon die Saison 2002/03. Im Sommer 2003 unterzeichnete er als Free Agent einen Vertrag bei den New York Rangers, fand dort aber keine sportliche Heimat, da er bereits im März 2004 mit einem Siebtrunden-Wahlrecht im NHL Entry Draft 2004 an die Calgary Flames abgegeben wurde. Im Gegenzug erhielten die Rangers Jamie McLennan, Blair Betts und Greg Moore. Auch mit den Flames erreichte der Enforcer die Finalspiele der Stanley-Cup-Playoffs 2004, verlor diesmal aber gegen die Tampa Bay Lightning. Im Sommer 2006 unterschrieb Chris Simon – abermals als Free Agent – einen Vertrag bei den New York Islanders. Ende Februar 2008 wechselte der Angreifer im Tausch für ein Sechstrunden-Wahlrecht im NHL Entry Draft 2008 zu den Minnesota Wild.
Im Sommer 2008 wechselte Simon zu Witjas Tschechow in die neu gegründete Kontinentale Hockey-Liga (KHL), wo er gleich im Eröffnungsspiel der Saison 2008/09 durch eine Spieldauerdisziplinarstrafe auffiel. Im Dezember 2009 kehrte er aus persönlichen Gründen in die Vereinigten Staaten zurück, kam aber ab Mitte Januar 2010 wieder bei Witjas zum Einsatz. Im Januar 2011 wurde der Kanadier vom Ligakonkurrenten OHK Dynamo bis Saisonende verpflichtet. Nach der Saison 2010/11 war er einige Zeit vereinslos, bevor im November 2011 der Wechsel zu Metallurg Nowokusnezk erfolgte. Im September des folgenden Jahres verlängerte der inzwischen 40-jährige Simon seinen Vertrag bei Metallurg um ein Jahr, ehe er im Jahr 2013 seine aktive Karriere für beendet erklärte.
Simon starb im März 2024 durch Suizid im Alter von 52 Jahren, nachdem er – nach Angaben von Familienangehörigen – seit Jahren an chronisch-traumatischer Enzephalopathie (CTE) gelitten hatte. Simon, der in seiner NHL-Karriere über 100 Kämpfe bestritten hatte, litt auch an Depressionen, Angstzuständen und einer posttraumatischen Belastungsstörung. Im Jahr 2017 meldete Simon, der im Verlauf seiner Karriere über 15 Millionen US-Dollar verdient hatte, Insolvenz an.

### Suspendierungen im Jahr 2007
Während einer Partie gegen den Rivalen New York Rangers am 8. März 2007 im Nassau Veterans Memorial Coliseum wurde Simon von Ryan Hollweg mit dem Gesicht in die Bande gecheckt, wofür dieser keine Strafe erhielt, Simon aber eine Gehirnerschütterung erlitt. Sekunden später schlug Simon seinen Gegenspieler aus Revanche mit seinem Stock ins Gesicht, woraufhin das Spiel unterbrochen wurde. Hollweg erlitt eine Platzwunde am Kinn, Simon erhielt eine Matchstrafe. Einen Tag nach dem Vorfall wurde Simon von der NHL für die verbleibenden Saisonspiele sowie die gesamten Playoffs suspendiert, wobei die minimale Suspendierungsdauer 25 Spiele betrug. Neben den verbleibenden 15 Saisonspielen hätte sich die Sperre auf insgesamt 43 Spiele summieren können, hätten die Islanders die maximale Anzahl von 28 Playoff-Partien bestritten. Nachdem die Islanders bereits nach fünf Spielen ausgeschieden waren, musste Simon zu Beginn der Saison 2007/08 noch fünf Spiele seiner Sperre absitzen. Die Suspendierung war die bis dahin längste in der Geschichte der NHL. Die Ermittlungen gegen Simon wegen Körperverletzung wurden jedoch eingestellt und Hollweg erklärte gegen Simon nicht juristisch vorgehen zu wollen.
Am 15. Dezember 2007 trat Simon dem auf dem Boden liegenden Gegenspieler Jarkko Ruutu von den Pittsburgh Penguins auf das Bein. Erneut erhielt Simon eine Matchstrafe und zwei Tage später gaben die New York Islanders bekannt, dass Simon sich vorerst aus dem Spielbetrieb zurückziehe. Am 19. Dezember sperrte ihn die NHL für insgesamt 30 Spiele, was ein neues Höchstmaß für eine Sperre in der Geschichte der Liga darstellte. Es war Simons achte Suspendierung im Verlauf seiner Karriere.

## Erfolge und Auszeichnungen
- 1992 J.-Ross-Robertson-Cup-Gewinn mit den Sault Ste. Marie Greyhounds
- 1996 Stanley-Cup-Gewinn mit der Colorado Avalanche
- 2010 Teilnahme am KHL All-Star Game
- 2011 Teilnahme am KHL All-Star Game

## Karrierestatistik
(Legende zur Spielerstatistik: Sp oder GP = absolvierte Spiele; T oder G = erzielte Tore; V oder A = erzielte Assists; Pkt oder Pts = erzielte Scorerpunkte; SM oder PIM = erhaltene Strafminuten; +/− = Plus/Minus-Bilanz; PP = erzielte Überzahltore; SH = erzielte Unterzahltore; GW = erzielte Siegtore; 1 Play-downs/Relegation; Kursiv: Statistik nicht vollständig)